# Leuchey
Leuchey ist eine französische Gemeinde mit 72 Einwohnern (Stand: 1. Januar 2022) im Département Haute-Marne in der Region Grand Est. Sie gehört zum Kanton Villegusien-le-Lac und zum Arrondissement Langres. 

## Lage
Die Gemeinde Leuchey liegt 22 Kilometer südsüdwestlich von Langres. Die westliche Gemeindegrenze verläuft entlang der Autoroute A31. Leuchey ist umgeben von folgenden Nachbargemeinden:
|           | Villiers-lès-Aprey                          | Baissey                  |
| Aujeurres | Kompassrose, die auf Nachbargemeinden zeigt | Saint-Broingt-les-Fosses |
|           | Le Val-d’Esnoms                             |                          |

## Bevölkerungsentwicklung
| Jahr                       | 1962 | 1968 | 1975 | 1982 | 1990 | 1999 | 2008 | 2018 |
| -------------------------- | ---- | ---- | ---- | ---- | ---- | ---- | ---- | ---- |
| Einwohner                  | 100  | 83   | 65   | 51   | 53   | 47   | 63   | 82   |
| Quellen: Cassini und INSEE |      |      |      |      |      |      |      |      |

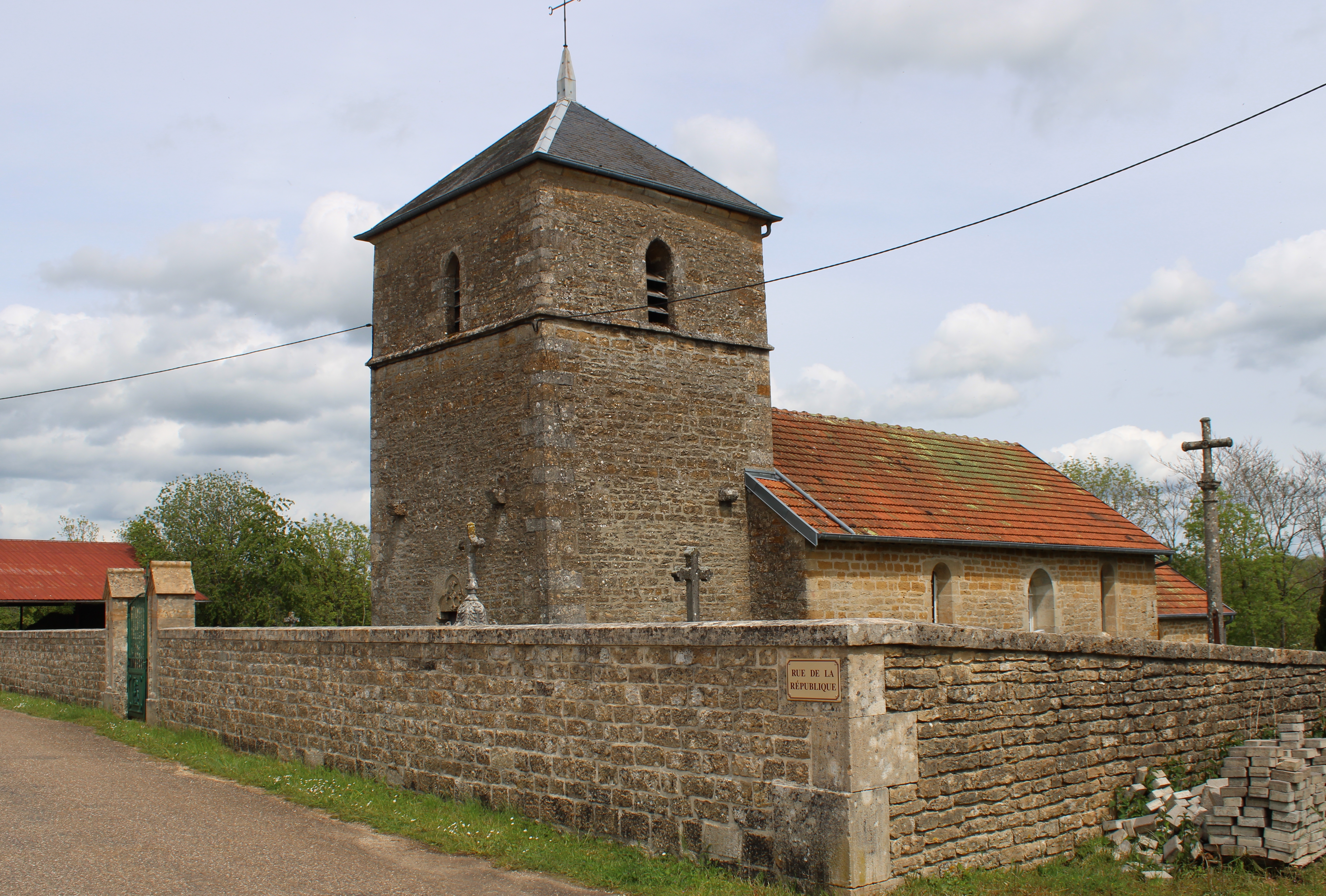
Kirche Saint-Barthélemy
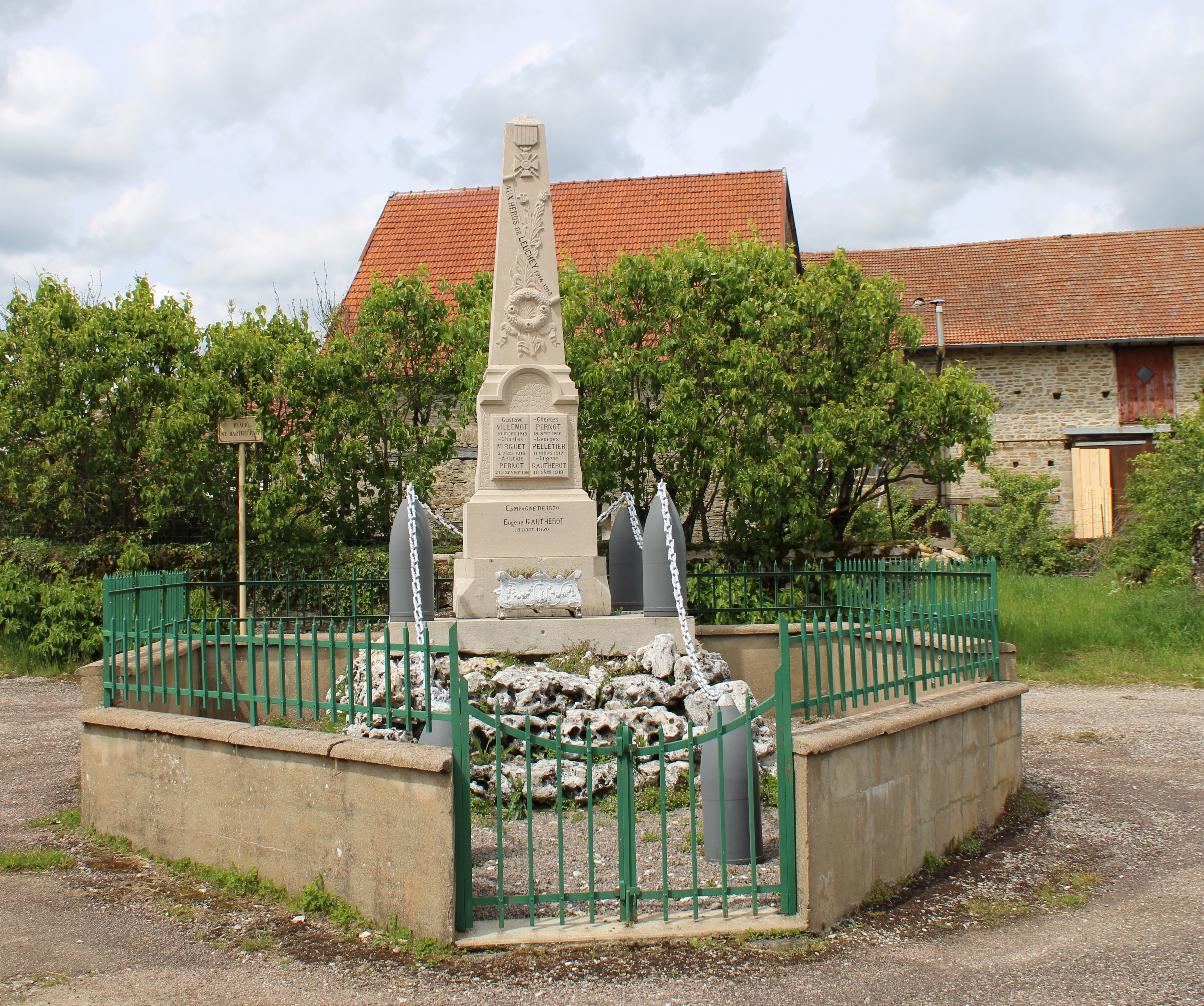
Gefallenendenkmal